# ШОС-Бенд
ШОС-Бенд (ШОС-Бэнд) — білоруський музичний гурт, утворений у місті Берлін в 2011 творцем під псевдонімом Пан Міхал з Липську — і Романом Карастаном — обидва роблять музику, тексти, вокал, гітару, клавіші, аранжування і звукозапис.

## Історія

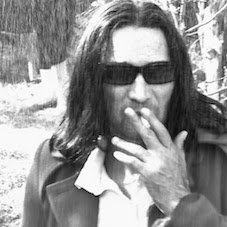
Рома Карастан

У білоруський інформаційний простір ШОС-бенд увійшов влітку 2011 під час акцій опіру «оплесків» з першим синглом "КГБ — Калі Госпаду Баліць " (КДБ — Якщо Господу Болить) — пісня була опублікована на головних незалежних білоруських ресурсах Наша Ніва, Білоруський партизан, Білоруська газета, Салідарнасць, на сайті Асоціації білорусів світу «Бацькаўшчына», по щільності завантажень в одиницю часу сингл став лідером на головному порталі білоруськой рок-музики «Тузін Гітоў».
У 2015 гурт опублікував міні-альбом «КГБ — Калі Госпаду Баліць» Крім білоруських, присутні україномовні твори. Група звучала в авторській радіопрограмі модератора найвідомішого українського ток-шоу «Свобода Слова» Андрія Куликова.

Назва групи політично ангажована, але творчість — що стосується текстів — просочена християнськими мотивами, в тому числі -загаловни трек, трек «Офіцер», трек «Петро» на євангельську тему. Коріння ШОС-бенду — колишні піонери білоруського гранж-року «Spirit» (початок 90-х), автор пісень і музики якого в 2000-ых постійно співпрацює з мінським монастирем Свято́ї Єлизавети і видає власні духовно — православні пісні та вірші.

## Особливості
Десь на третій рік правління нинішнього глави держави Білорусь Пан Міхал видав одну з перших «фірмових» касет в Білорусі y видавця Vigma — з по-партизанськи вставленим в альбом треком про те, як «товариш Лукашенко зламав ногу на кірці апельсиновій» — за 10 (!) років до Помаранчевої революції, поки видавець з тривоги не повернувся до Пана Міхала з пропозицією включити в альбом іншу пісню — касета кілька тижнів вже була у відкритій торгівлі, принаймні — в одним з головних шопів в Мінську.
Помаранчевий прапор на політичній акції пан Міхал підняв в 1997 році — пропонував народу в Мінську, незадоволеному політикою держави — записатися в державу Пана Міхала.
Тренер чемпіона світу з муай-тай Віталія Гуркова з гурта Brutto (нови гурт Сергія Міхалка) співав у пана Михала за 20 років до «Brutto».

## Дискографія

### Альбоми
Міні-альбом бенду «КГБ — Калі Госпаду Баліць» (2015)

## Учасники
- Пан Міхал з Липську:, автор, творець, музика, тексти, вокал, гітара, клавіші, аранжування і звукозапис
- Роман Карастан: автор, творець, музика, тексти, вокал, гітара, клавіші, аранжування і звукозапис

## Запрошені музиканти
- Володимир Керпельман: бас-гітара аранжування
- Ігор Пряхін: ударна установка
- Олександр Василевський: труба
- Віталій Довгий: саксофон
- Діма Згаласамі: віолончель